# La orilla de la tierra
La orilla de la tierra es una película mexicana filmada en Oaxaca, México que cuenta la historia de dos hombres que buscan un tesoro que únicamente han visto en sueños. Dirigida por Ignacio Ortiz Cruz, se exhibió en el Festival de Guadalajara de marzo de 1995.

## Sinopsis
La película la orilla de la tierra centra la historia en dos hombres Gregorio y Andrés que buscan un tesoro que solamente han visto en sueños, en su búsqueda llegan a un lugar donde vivían únicamente mujeres debido a que los hombres se fueron a trabajar al campo en los Estados Unidos pero cansadas de esperar se van del pueblo y solamente se queda Matilde quien más tarde se encuentra con Gregorio y Andrés.

## Reparto
- Jesús Ochoa - Gregorio
- Luis Felipe Tovar - Andrés
- Alejandra Prado - Matilde
- Verónica Langer - Lola
- Herminio Carrasco - Samuel
- Zoreida Gómez - Matilde, niña
- Gina Moret - señora gorda
- Román Valenzuela - Julián
- Abel Woolrich - tísico
- Gabriela Reynoso - Amparo

## Premios y reconocimientos
4.º Proyecto ganador del Concurso de Óperas Primas del Centro de Capacitación Cinematográfica